# Vehículo de transferencia H-II
El vehículo de transferencia H-II, o HTV (H-II Transfer Vehicle), es una nave espacial robótica cuyo objetivo es abastecer al Kibō Japanese Experiment Module (JEM) en la Estación Espacial Internacional (ISS), y al resto de la estación, si es necesario. La Agencia Japonesa de Exploración Aeroespacial, JAXA, ha estado trabajando en el diseño, aunque no de forma continua, desde principios de la década de 1990. Originalmente el primero de ellos tenía que haber sido lanzado en 2001, pero finalmente no fue lanzado hasta el 11 de septiembre de 2009.

## Características
El HTV tiene unos 9,2 m de largo (incluyendo los propulsores de maniobra del final) y 4,4 m de diámetro. Vacío, pesa 10,5 toneladas. El HTV es un vehículo más grande y más simple que la nave Progress que actualmente usa Rusia para traer los suministros a la estación, ya que no tiene un complejo sistema de aproximación y acoplamiento. Por el contrario, sólo será acercado lo suficiente a la estación para ser capturado por el Canadarm2, el cual lo posicionará hasta el puerto de atraque del módulo Harmony de la ISS.
El HTV puede cargar suministros distribuidos en dos segmentos diferentes, que pueden ir unidos. Uno es una sección presurizada con una capacidad de 6.000 kg, que incluye en un extremo un adaptador opcional de atraque para que sea descargado en un entorno shirt-sleeves, donde no es necesario un traje de presión. Está diseñado específicamente para cargar en total ocho estantes de la ISS. Además tendrá un tanque para transportar hasta 300 litros de agua a la estación. El otro es un segmento despresurizado más ligero y ligeramente más largo que incluye una escotilla en el lateral para permitir que sea descargado de forma remota.
La configuración básica, conocida como el "Carguero de logística mixto" (Mixed Logistics Carrier), usa un segmento presurizado y otro despresurizado y puede transportar en total 7.600 kg de carga y mide 9,2 m de largo. Cuando se usan juntas dos unidades presurizadas la carga disminuye ligeramente hasta unos 7.000 kg, y la longitud total se reduce a 7,4 m. Estos números son de alguna forma vagos en las diferentes fuentes, algunas sugiriendo que la combinación de segmentos presurizado/despresurizado carga solo 6.000 kg en total, menos que la combinación presurizado/presurizado, que debería ser más pesada. No hay fuentes que sugieran que se haya planteado una combinación de segmentos despresurizado/despresurizado, quizás debido a la excesiva longitud total.
El HTV es lanzado desde el Centro Espacial de Tanegashima en Japón por la lanzadera espacial japonesa H-IIB, una versión modernizada del cohete H-IIA. El primer lanzamiento tuvo lugar septiembre de 2009.

## Lanzamientos
| HTV   | Fecha de lanzamiento                  | Cohete   |
| ----- | ------------------------------------- | -------- |
| HTV-1 | 10 de septiembre de 2009, 17:01 (UTC) | H-IIB F1 |
| HTV-2 | 22 de enero de 2011, 05:37:57 (UTC)   | H-IIB F2 |
| HTV-3 | 21 de julio de 2012, 02:06:18 (UTC)   | H-IIB F3 |
| HTV-4 | 3 de agosto de 2013, 19:48:46 (UTC)   | H-IIB F4 |
| HTV-5 | 19 de agosto de 2015, 11:50:49 UTC    | H-IIB F5 |
| HTV-6 | 9 de diciembre de 2016                | H-IIB F6 |
| HTV-7 | 23 de septiembre de 2018              | H-IIB F7 |
| HTV-8 | 24 de septiembre de 2019              | H-IIB F8 |
| HTV-9 | 20 de mayo de 2020, 19:31             | H-IIB F9 |